# Junco phaeonotus
El junco ojilumbre (Junco phaeonotus) es una especie de ave paseriforme de la familia Emberizidae, que se distribuye por las montañas de México, Guatemala y del sur de los Estados Unidos.
Mide en promedio unos 15 cm de longitud. Es un ave predominantemente gris, de garganta y pecho más pálidos, y la espalda color óxido brillante. Como otros juncos, tiene plumaje blanco en las partes exteriores de la cola, y negro en la zona de los lores (entre el ojo y el pico). 
Tiene los ojos de color amarillo intenso, pico bicolor (oscuro en la mandíbula superior, amarillento en la inferior), y también se caracteriza por caminar en vez de saltar. Sus ojos amarillos lo distinguen de las poblaciones sureñas del junco ojioscuro (J. hyemalis), cuyo plumaje es muy similar. Hay otra especie de ojos amarillos, el junco paramero (J. vulcani) de Centroamérica, cuya distribución no se sobrelapa con la de la especie aquí tratada.
Habita en las montañas, desde el extremo sur de Arizona y Nuevo México, en los Estados Unidos, hacia el sur. De ahí se extiende a lo largo de las principales cadenas montañosas mexicanas desde el norte de Sonora y Coahuila hasta las tierras altas de Chiapas y desde ahí hasta Guatemala. También hay una población en el sur de la Península de Baja California.
Su hábitat son bosques de coníferas, bosques mixtos y matorrales. Algunas poblaciones pueden migrar en invierno a zonas de menor elevación.